# Charles Rocchi
Pour les articles homonymes, voir Rocchi (homonymie).
Charles Rocchi ou Carlu Rocchi est un chanteur français de langue corse, né le 16 mai 1920 à Rusio en Corse et mort le 5 février 2010 à Corte,.

## Biographie
Fils d'un violoneux autodidacte, Filippone Rocchi, sa voix avait été remarquée par Félix Quilici  lors de sa grande tournée d'enregistrement de chants insulaires en 1947-48. Un temps jeune corse de la Diaspora , il est facteur stagiaire en région parisienne,, sa voix exceptionnelle le fait remarquer lors d'un spectacle à  l'Olympia de Paris consacré à la chanson corse en 1963 mais dès le début des années 50 il est connu en Corse.
Carlu Rocchi est un interprète très fidèle des chants en langue corse des années 1920 à 1950, mais il se créa son propre répertoire et chanta parfois des chansons en langue française, toujours évocatrices de personnages ou lieux insulaires. Surtout il incarne l'attachement viscéral au "paese" (le village de montagne), alors lieu central de la société humaine et de la culture insulaire. Son récital était le clou d'innombrables fêtes locales, sa popularité y était grande qu'amplifiait sa capacité à animer la buvette.
Il a enregistré plusieurs EP 45 tours dont le premier en 1948.[réf. souhaitée]
Le centre culturel de Biguglia porte son nom, la salle des fêtes du village de Rusio également.

## Chansons
Charles Rocchi a écrit des chansons, essentiellement dans les années 1960. On en trouve neuf sur le moteur de recherche en ligne de la SACEM. En voici la liste :                                             
- Addisperattu, (Addisperatu, dans l'orthographe actuelle) sortie sur 33 tours 25 cm année 1961 chez Vega V 35 S 869[11]
- Pogha schenza, (Poca Scianza, dans l'orthographe actuelle) sortie sur 45 tours 17cm EP année 1964 chez Président PRC 369[12]
- U Sapone, sortie sur 45 tours 17cm EP année 1961 chez Véga V 45 P 2113[13]
- Contradanzza, sortie sur 45 tours 17cm EP année 1960 chez Véga V 45 P 2040[14]
- Mi sbagliavi, sortie sur 45 tours 17cm EP année 1964 chez Président PRC 369[12]
- O Corsu ou U Corsu, sortie sur 33 tours 25 cm année 1963 chez Président KV44[15]
- Le quartier Maître, sortie sur 45 tours 17cm EP année 1964 chez Président PRC 422[16]
- Aqua d'Orezza (Acqua d'Orezza , dans l'orthographe actuelle)
- Puverella, sortie sur 45 tours 17cm EP année 1977 chez Productions Kalliste – 20977[17]

Chansons absentes du moteur de recherche de la SACEM
- Sobra u mulinu (Sopr'à u mulinu, dans l'orthographe actuelle) sortie sur 45 tours 17cm EP année 1958 chez Véga V 45 P 1922[18]
- Da cinque à ottu sortie sur 45 tours 17cm EP année 1957 chez Véga VP 45 P 1737[19]
- Serenatu à i sposi sortie sur 45 tours 17cm EP année 1957 chez Véga VP 45 P 1737[19]

## Discographie

### 45 tours

#### Véga
- Charles Rocchi chante la Corse (U lamentu di u banditu - U Pastore - Cuando sero per Corte - Cun voi o madamicella) VEGA VP 45 P 1736 (1957)[20]
- Charles Rocchi chante la Corse (Da cinque à ottu - Serinatu à i sposi - Terzetti - Durmi durmi) VEGA VP 45 P 1737 (1957)[21]
- Charles Rocchi chante la Corse (Cun voi o madamicella - U lamentu di un banditu) VEGA VP 45 1795 (1957)[22]
- Charles Rocchi (Sobra u mulinu - Mi sbaliai - Voceru di Fagianu - Nun torna più) VEGA V 45 P 1922 (1958)[18]
- Charles Rocchi chante la Corse vol 4 (Sous le ciel d'Ajaccio - U moi cucu canterinu - Oh chi piace - A stella da Speranza) VEGA V 45 P 1923 (1958)[23]
- Charles Rocchi chante la Corse (U mio mulinu - O Chiara-Stè - D'Ajaccio à Bastia - Canzona per Maria) VEGA VP 45 P 1968 (1959)[24]
- Charles Rocchi (J'ai prié la madone - Du soleil dans ma chambre - Promenade à Paris - J'ai mon cœur qui bat) VEGA V 45 P 2039 (1960)[25]
- Charles Rocchi Contradanzza (Contradanzza - Ritornu - Cose morte - Si tu lu moi bellu fiore) VEGA V 45 P 2040 (1960)[24]
- Charles Rocchi Addisperatu (Addisperatu - Pienghie u me core - Maria Stella - Tamanta pena) VEGA V 45 P 2112 (1961)[26]
- Charles Rocchi U sapone (U sapone - Soleil à Bastelica - Cantu per tè - Dominique à Paris) VEGA V 45 P 2113 (1961)[27]

- Charles Rocchi (Mio moulinu - O Chiara Stè - D'Ajaccio à Bastia - Canzona per Maria) Productions VEGA Saphir LDP 5637[28]
- Charles Rocchi (Addisperatu - Pienghe u me core - Maria-Stella - Tamanta pena) Productions VEGA Saphir LDP 5638[29]

#### Président
- Charles Rocchi (U campanile di San Giuva - Un songe avant l'aurore) Président P265 (1963)[30]

- Charles Rocchi et ses guitaristes chants de ma Corse (Ave Maria Corsica - Un songe avant l'aurore - U campanile di San Giuvà - Berceuse corse) Président PRC 300 (1962)[31]

- Charles Rocchi et ses guitaristes (Santa Maria - Per tè - A Falata di Ficagniola - Minigholla) Président PRC 320 (1963)[32]

- Charles Rocchi (Rocchi-Rocchi - U corsu - Isula Rossa - Canzona per 'gnaziu) Président PRC 323 (1963)[33]

- Charles Rocchi Hymne à ma Corse (Hymne à ma Corse - Cor di pantera - Ziu Dumè - A chiesa abandunata) Président PRC 368 (1964)[34]

- Charles Rocchi Vol. 5 - Pogha schenza (Pogha schenza - Trenta tre - Mi sbagliavi - Caru sumeri) Président PRC 369 (1964)[35]

- Charles Rocchi Bi centenaire de la naissance de Napoléon (Veille sur nous - Rêve impérial) Président PR 401 (1969)[36]

- Charles Rocchi U Pastore (U Pastore - Canzona per Maria - Cun voi madamicella - Sérénade corse) Président PRC 412 (1964)[37]

- Charles Rocchi U mio moulinu (U mio moulinu - Berceuse corse - Bongiorno madamicella - Le quartier maître) Président PRC 422 (1964)[38]

- Charles Rocchi Président PRC 426[39]

- Charles Rocchi (Veni o bella - Le chant des muletiers - Le Napoléon aux orthoptères - La fête corse) Président PRC 488 (1964)[40]

- Charles Rocchi (Tango de Furiani - Serenata à tè Maria - Amigu mulateru Spunta u sole in Bastia) Président PRC 570 (1965)[41]

- Charles Rocchi (U mal d'amore - Prière du prisonnier - U trenu di Bastia - O toi ma Corse) Président PRC 578 (1965)[42]

#### Autres Labels
- Charles Rocchi (Brunetta - Sunate campane) Consul SCM 1031 (1972-1973)

- Charles Rocchi "de retour" (Puverella - Berceuse) Kalliste 20977 (1977)[43]